# FastTracker 2
FastTracker 2 – tracker na komputery PC. Jego autorami są członkowie działającej w latach 1992–1997 grupy Triton – Fredrik „Mr. H” Huss oraz Magnus „Vogue” Högdahl.

## Innowacje
Główną innowacją było wprowadzenie formatu plików XM (Extended Module), mającego znacznie większe możliwości, niż dotychczas wykorzystywany MOD czy S3M. Między innymi wprowadzono tzw. instrumenty z możliwością ustawiania ich obwiedni, przypisywania sampli do poszczególnych nut, zwiększono maksymalną długość i liczbę patternów i in.
Drugą innowacją było intensywne wykorzystywanie skrótów klawiszowych, dzięki czemu konieczność używania myszki została ograniczona, co z kolei przekładało się na znaczne przyspieszenie pracy z programem.

## Dziedzictwo
Zatrzymanie prac nad rozwojem programu oraz problemy z wykorzystaniem go na platformie Windows spowodowały podjęcie kilku prób stworzenia następcy FastTrackera 2. Jednym z pierwszych był Fast Tracker III, który odziedziczył wygląd interfejsu użytkownika oraz podzbiór funkcji oryginału. Nigdy nie wyszedł poza wersję beta.
Trackerem bezpośrednio inspirowanym FastTrackerem 2 jest Skale Tracker stworzony przez programistę Baktery oraz grafika Awezoom. Chociaż ostatnią wydaną wersją jest również wersja beta, jest to tracker w pełni funkcjonalny.